# Cascade Canyon
Der Cascade Canyon ist eine Schlucht im Grand-Teton-Nationalpark im Westen des US-Bundesstaates Wyoming. Die Schlucht wurde durch bis zu 600 m tiefe Gletscher gebildet, die sich am Ende des letzteiszeitlichen Maximums vor etwa 15.000 Jahren zurückzogen und ein Trogtal hinterließen. Der Cascade Canyon ist einer der markantesten und bekanntesten Canyons des Nationalparks.

## Lage

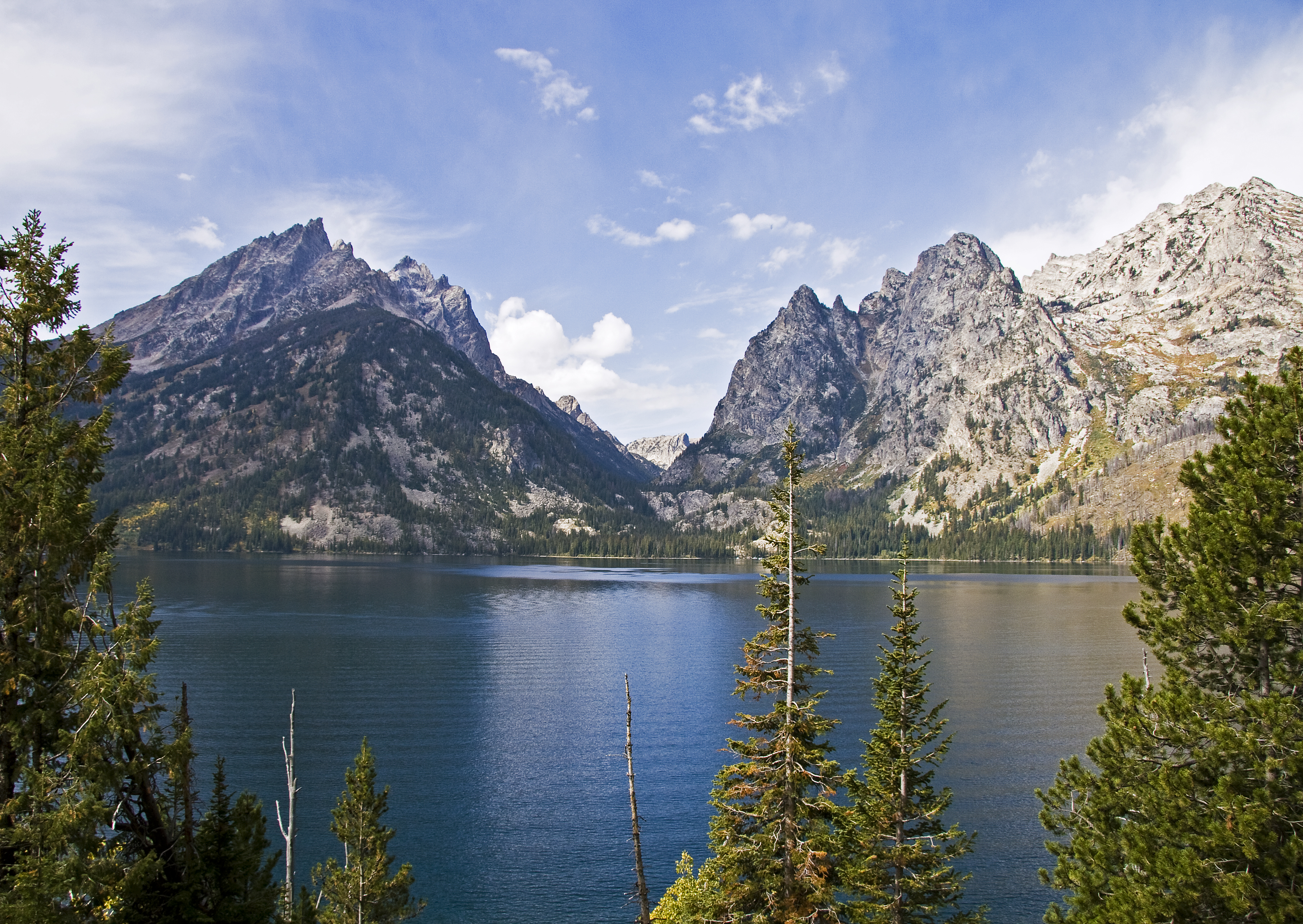
Cascade Canyon, im Vordergrund der Jenny Lake

Der Cascade Canyon liegt in der südlichen Teton Range westlich des Tals Jackson Hole und wird von einer Reihe hoher Berggipfel umschlossen, unter anderem Rock of Ages, Symmetry Spire und The Jaw im Norden sowie die Cathedral Group mit Mount Owen, Teewinot Mountain oder Grand Teton im Süden. Durch den Canyon fließt der Cascade Creek, der am Lake Solitude entspringt und nach 13 km in den Jenny Lake mündet, der direkt östlich des Canyons liegt. Auf dem Verlauf des Cascade Creek liegen mehrere Wasserfälle, unter anderem die bei Touristen beliebten Hidden Falls.

## Wanderwege

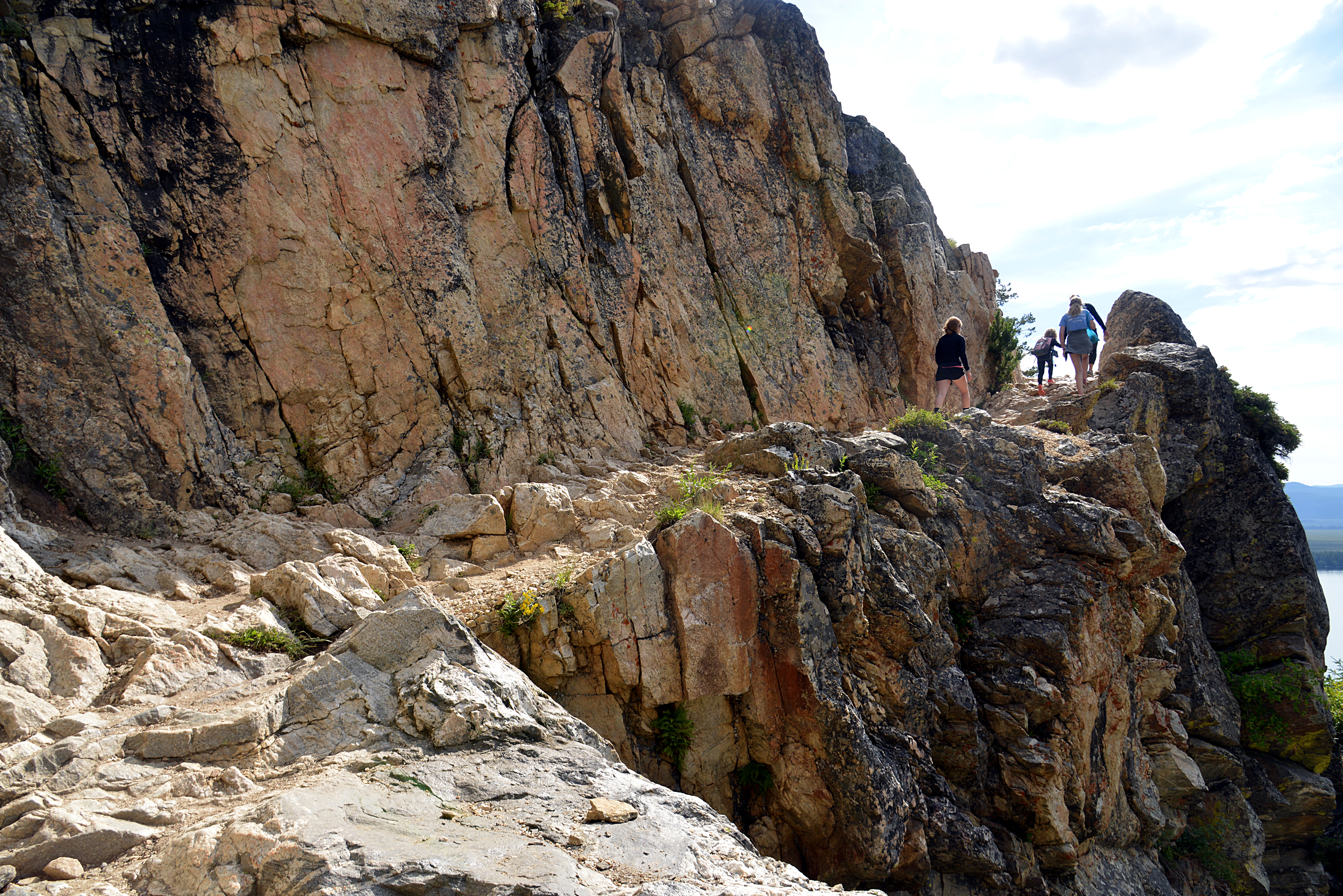
Cascade Canyon Trail

Der Cascade Canyon Trail folgt der gesamten Länge des Canyons von Ost nach West und gehört zu den am häufigsten genutzten Wanderwegen im Nationalpark. Der Beginn des Canyons kann vom Campingplatz am Jenny Lake über eine 2,9 km lange Wanderung entlang des Jenny Lake Trails um den See herum oder über eine malerische Bootsfahrt vom Campingplatz zum Westufer des Jenny Lake erreicht werden. Vom Beginn des Canyons verläuft der Cascade Canyon Trail 7,2 km bis zur Kreuzung des Canyons. Von dort aus haben Wanderer die Möglichkeit, auf dem Lake Solitude Trail nach Norden zum Lake Solitude (weitere 4,5 km) oder südlich über den South Fork Cascade Canyon Trail zum Hurricane Pass (8,2 km) zu wandern. Direkt unterhalb des Hurricane Pass kann ein kleiner Gletscher, der als Schoolroom Glacier bekannt ist, über einen kurzen Seitenweg erreicht werden.

## Cascade Canyon Barn

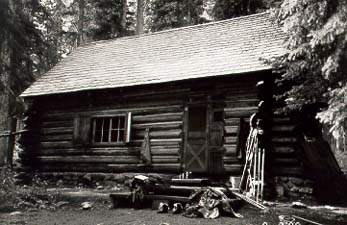
Cascade Canyon Barn

8 km westlich des Jenny Lake liegt die durch die Civillian Conservation Corps errichtete Cascade Canyon Barn, die 1998 in das National Register of Historic Places aufgenommen wurde.

## Belege
1. ↑  Naturalatlas: Cascade Canyon. Abgerufen am 21. März 2021 (englisch).
2. ↑  Naturalatlas: Cascade Creek. Abgerufen am 21. März 2021 (englisch).
3. ↑  Forks of Cascade Canyon (U.S. National Park Service). Abgerufen am 21. März 2021 (englisch).
4. ↑  AllTrips.com: Cascade Canyon Trail Hike, Grand Teton National Park. Abgerufen am 21. März 2021 (englisch).